# 深圳广电集团电视剧频道
深圳广电集团电视剧频道（简称深圳电视剧频道，原又简称深视二套）是深圳广播电影电视集团旗下的一条本土化影视剧电视频道，每天24小时不间断广播。该频道于中华人民共和国广东省深圳市播放。

## 历史
- 1994年，本台开播，当时为深圳电视台第二套节目（简称：深视二套），使用48频道播出。
- 2002年，本台更名为深圳电视台电视剧频道。
- 2008年8月，深圳市国家标准地面数字电视开播，该台数字版本可于深圳大部分地区以无线方式接收，其频率为562兆赫[2]。
- 2014年，该频道实现高标清同播。
- 2016年12月尾，该频道与都市频道的标清版改为16:9格式播出。

## 播出节目
除早晨七点左右播出生活类节目，并在每节电视剧之间插入电视购物节目外，该频道几乎全日播出影视剧。凌晨时段主要播出怀旧影片。

### 电视剧时段[3]
- 《老片坊通宵》：每天凌晨时段播出，主要播放中国战争片、革命片。
- 《榕树海剧场》：每天早晨时段播出。
- 《青春互动剧场》：每天上午时段播出。
- 《月亮湾剧场》：每天下午时段播出。
- 《薰衣草剧场》：每天下午时段播出。
- 《黄金剧场》：每天晚间黄金时段播出，多为首播电视剧。
- 《满天星剧场》：每天晚间时段播出，部分为韩国、香港外购剧。